# Saint-Joseph (Manche)
Saint-Joseph is een gemeente in het Franse departement Manche (regio Normandië) en telt 769 inwoners (2005). De plaats maakt deel uit van het arrondissement Cherbourg-Octeville.

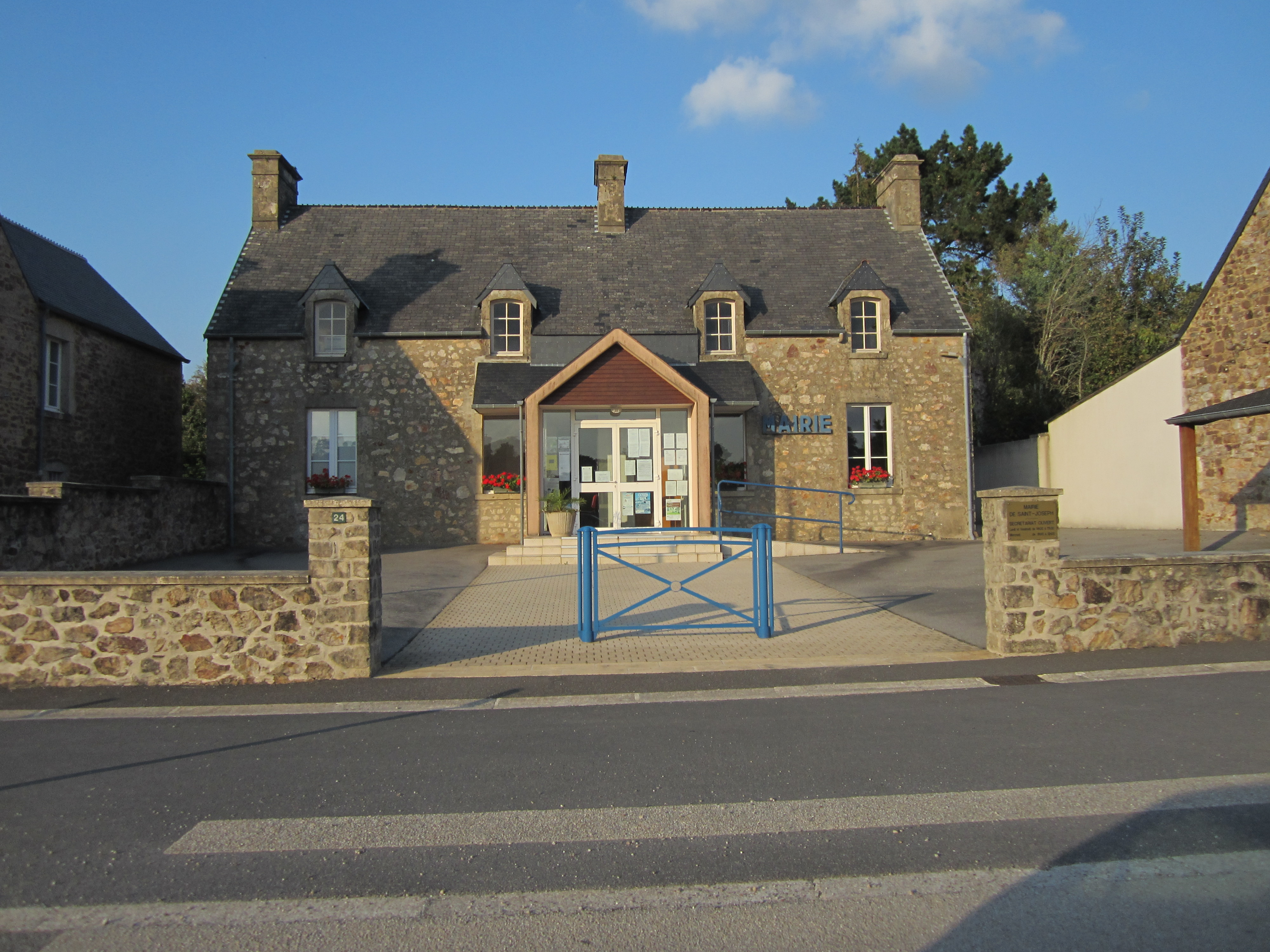
Gemeentehuis
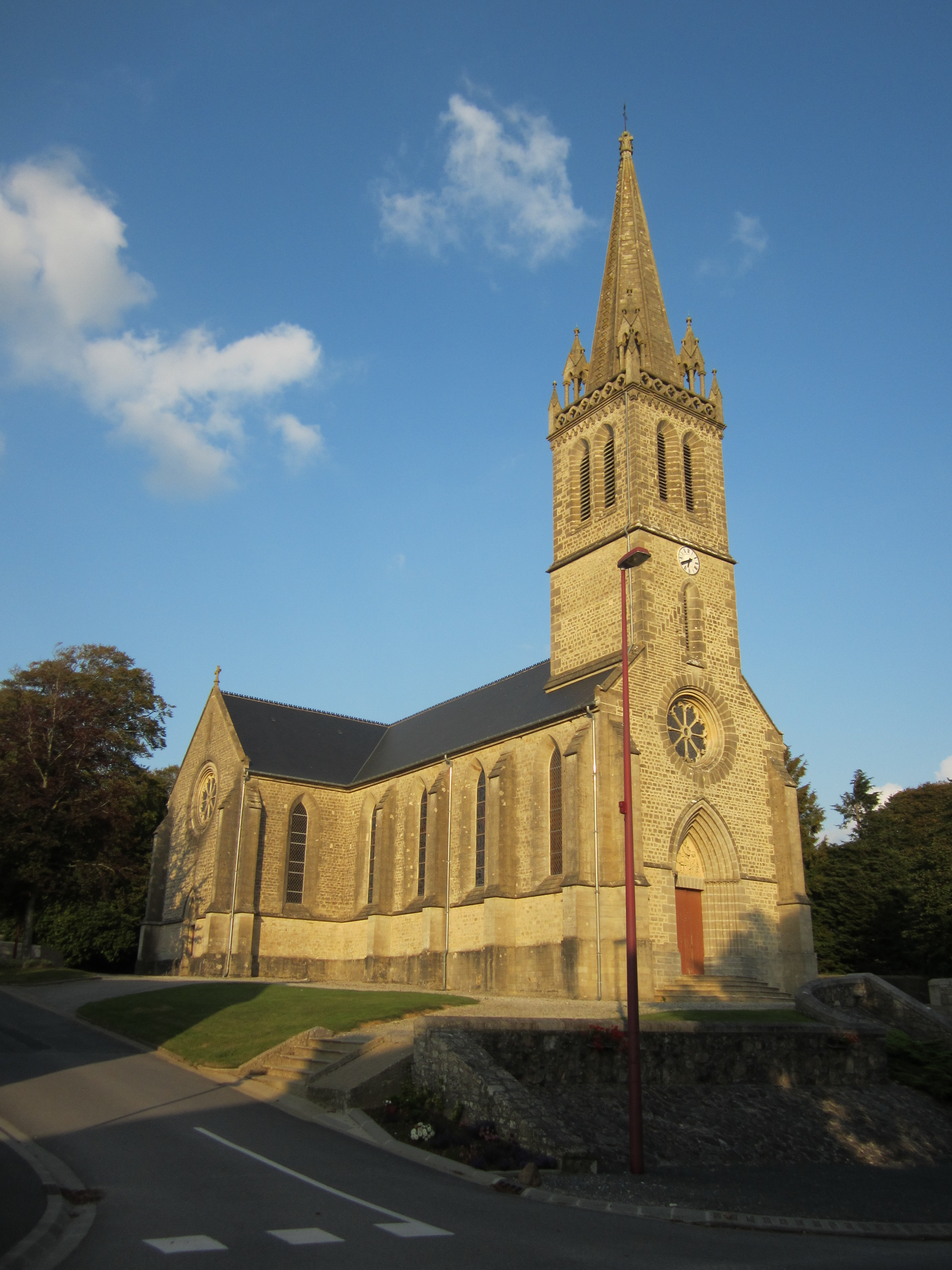
Kerk van Saint-Joseph
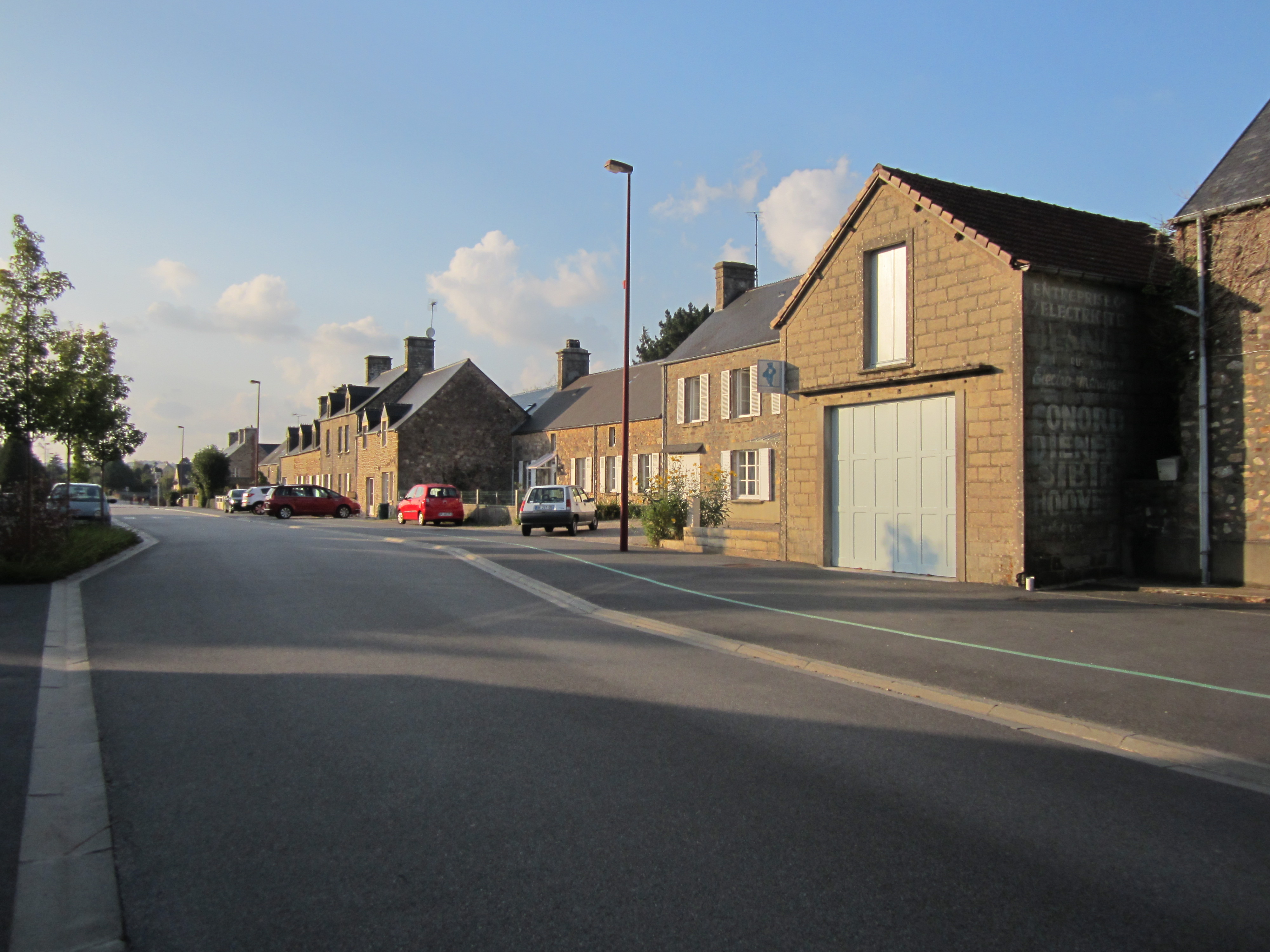
Hoofdstraat van Saint-Joseph

## Geografie
De oppervlakte van Saint-Joseph bedraagt 9,8 km², de bevolkingsdichtheid is 78,5 inwoners per km².
De onderstaande kaart toont de ligging van Saint-Joseph (Manche) met de belangrijkste infrastructuur en aangrenzende gemeenten.

## Demografie
Onderstaande figuur toont het verloop van het inwonertal (bron: INSEE-tellingen).

1. ↑  Populations de référence 2022.